# Magdalaenaea monogramma
Magdalaenaea monogramma är en svampart som beskrevs av G. Arnaud 1952. Magdalaenaea monogramma ingår i släktet Magdalaenaea, divisionen sporsäcksvampar och riket svampar.   Inga underarter finns listade i Catalogue of Life.